# 10892 Gianna
10892 Gianna eller 1997 SX2 är en asteroid i huvudbältet som upptäcktes den 23 september 1997 av Farra d'Isonzo-observatoriet i Farra d'Isonzo. Den är uppkallad efter den italienska amatörastronomen Gianna Petean.